# 2605 Sahade
A 2605 Sahade (ideiglenes jelöléssel 1974 QA) a Naprendszer kisbolygóövében található aszteroida. Félix Aguilar Obszervatórium fedezte fel 1974. augusztus 16-án.